# Голгота (филм из 2014)
Голгота (енгл. Calvary) ирски је драмски филм са елементима црне комедије из 2014. редитеља и сценаристе Џона Мајкла Макдоне са Бренданом Глисоном у главној улози.

## Радња
Отац Џејмс (Брендан Глисон ) локални је свештеник једне сеоске парохије у Ирској. Једне недеље, у исповедаоници, непознати мештанин обавештава оца Џејмса о свом плану да га убије и тако се освети за злостављање које је, као дечак, трпео од стране другог католичког свештеника. Будући да му је остало само седам дана живота, Џејмс посећује разне чланове заједнице покушавајући да открије свог потенцијалног убицу.

## Улоге
| Глумац          | Улога             |
| --------------- | ----------------- |
| Брендан Глисон  | свештеник Џејмс   |
| Крис О'Дауд     | Џек Бренан        |
| Кели Рајли      | Фиона             |
| Ејдан Гилен     | Френк Харт        |
| Дилан Моран     | Мајкл Фицџералд   |
| Исак де Банколе | Сајмон            |
| М. Емет Волш    | конобар           |
| Мари-Џозе Кроз  | Тереза            |
| Донал Глисон    | Фреди Џојс        |
| Дејвид Вилмот   | свештеник Лири    |
| Пет Шорт        | Брендан Линч      |
| Гари Лајдон     | инспектор Стантон |
| Килијан Скот    | Мајло             |
| Орла О'Рорк     | Вероника Бренан   |
| Овен Шарп       | Лио               |
| Дејвид Максевиџ | Гарет Монтгомери  |